# Selección de rugby league de Jamaica
La selección de rugby league de Jamaica, conocida como Reggae Warriors, es el representante de dicho país en los campeonatos oficiales.
Esta regulada por la Jamaica Rugby League Association.
Actualmente ocupa la posición 14° en el ranking mundial de la Rugby League International Federation.

## Historia
El equipo debutó en la Copa Mundial de Rugby League en 2021. Visten principalmente camisetas amarillas con pantalones cortos y medias verdes. Su alineación más sólida está compuesta principalmente por jugadores profesionales y semiprofesionales británico-jamaicanos, además de jugadores amateurs afincados en Jamaica.

## Participación en copas
| Rugby League XIII Copa del Mundo de Rugby League 1954 al 2008 : sin participación 2013 al 2017 : : no clasificó 2021 : fase de grupos Americas Rugby League Championship 2016 : 3° puesto 2017 : 2° puesto Estados Unidos 2018 : Campeón Atlantic Cup Copa del Atlántico 2009 : 2° puesto Copa del Atlántico 2010 : 2° puesto | Rugby League IX Americas Rugby League Championship 2019 : 3° puesto |

## Palmarés
- Americas Rugby League Championship (1): 2018